# Octafluorure de xénon
L'octafluorure de xénon est un composé chimique de formule XeF8 prédit en 1933 par Linus Pauling parmi d'autres composés de gaz rares mais qui, à la différence des autres fluorures de xénon, n'a jamais pu être synthétisé. Il semble que cela soit dû à l'encombrement stérique des atomes de fluor autour du xénon.